# Dieter Hecking
Dieter Hecking (Castrop-Rauxel, 12 de setembro de 1964) é um ex-futebolista e treinador de futebol alemão. Atualmente, comanda o Bochum.

## Carreira
Hecking começou sua carreira de treinador em 2000, no modesto Verl e em seguida, comandou o Lübeck e Alemannia Aachen. tendo em Setembro de 2006, assinado com o Hannover 96. levando a várias posições na Bundesliga 2006-07 e chegando as quartas-de-final da Copa da Alemanha. após resultados ruins na Bundesliga 2009-10, acabou sendo demitido.
Meses depois. assumiu assumiu o comando do Nuremberg, ficando no clube por duas temporadas pra asssumir o Wolfsburg e tirou o time das últimas posições e deixando-o em uma posição de meio de tabela a Bundesliga 2012-13.

## Títulos
Wolfsburg
- Copa da Alemanha: 2014-15
- Supercopa da Alemanha: 2015

### Campanhas de destaque
Eintracht Braunschweig
- Regionalliga Nord: 2001-02 (vice-campeão)

Alemannia Aachen
- 2. Bundesliga: 2004-05 (vice-campeão)